# Wilgotnica lejkowata

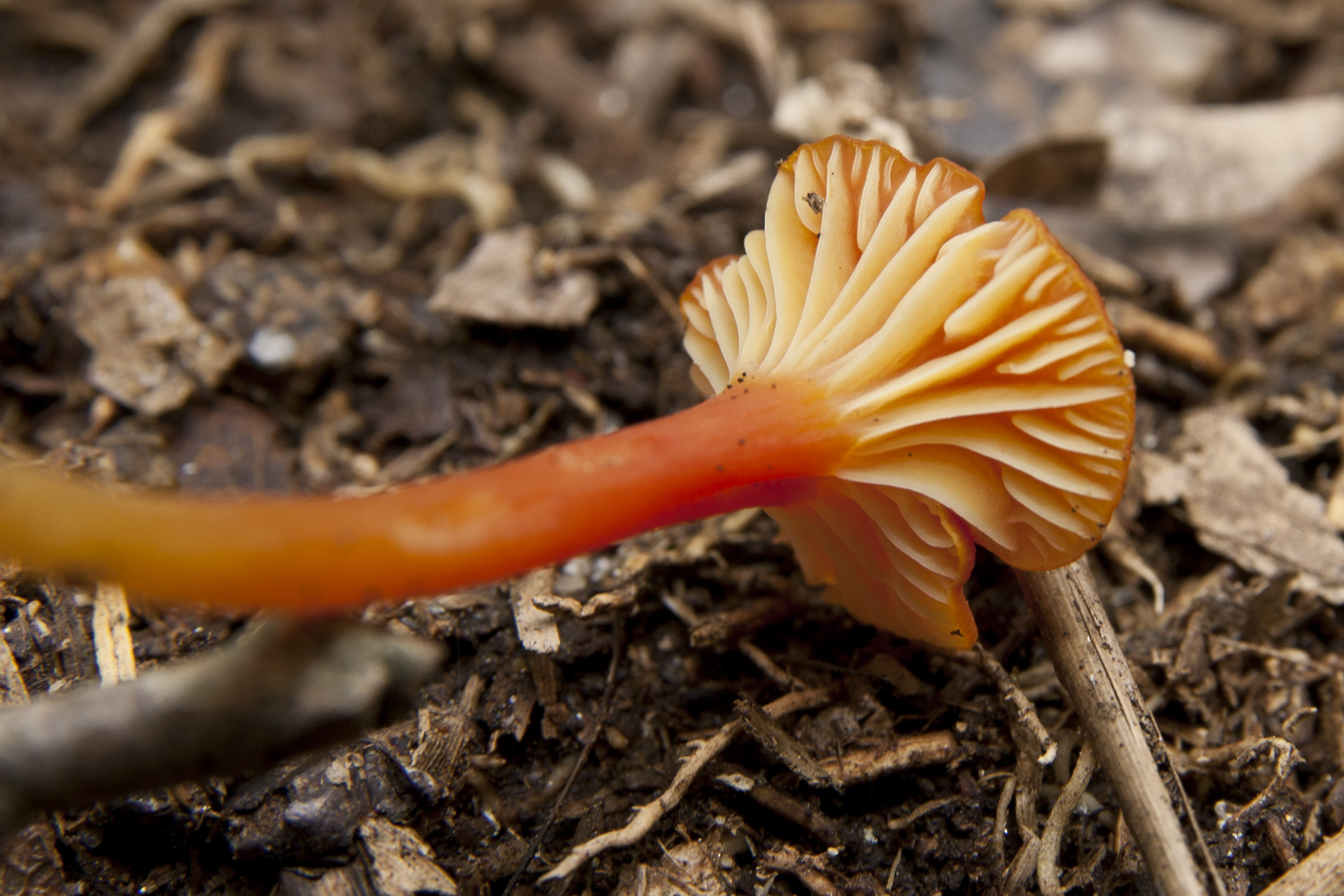

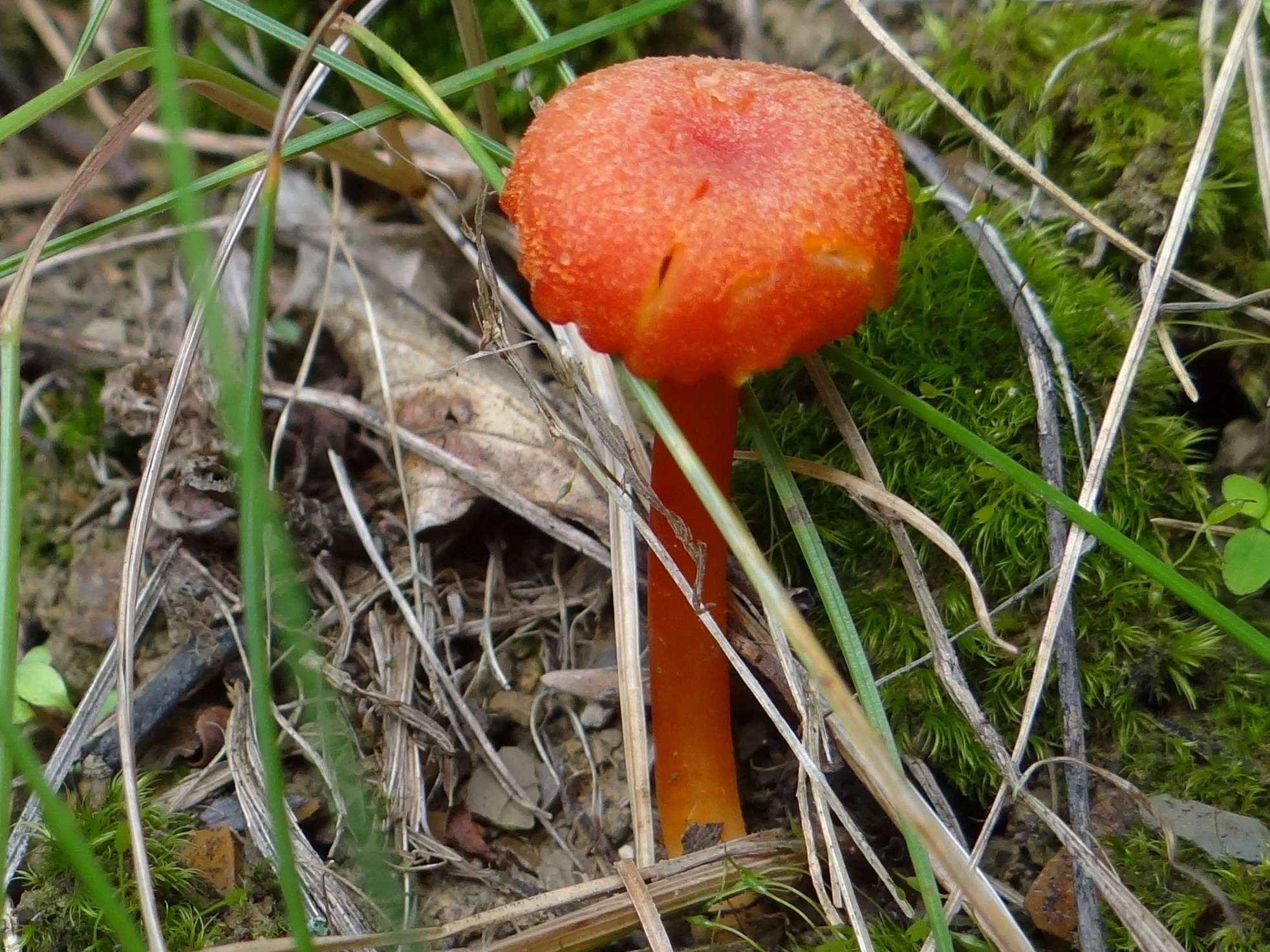

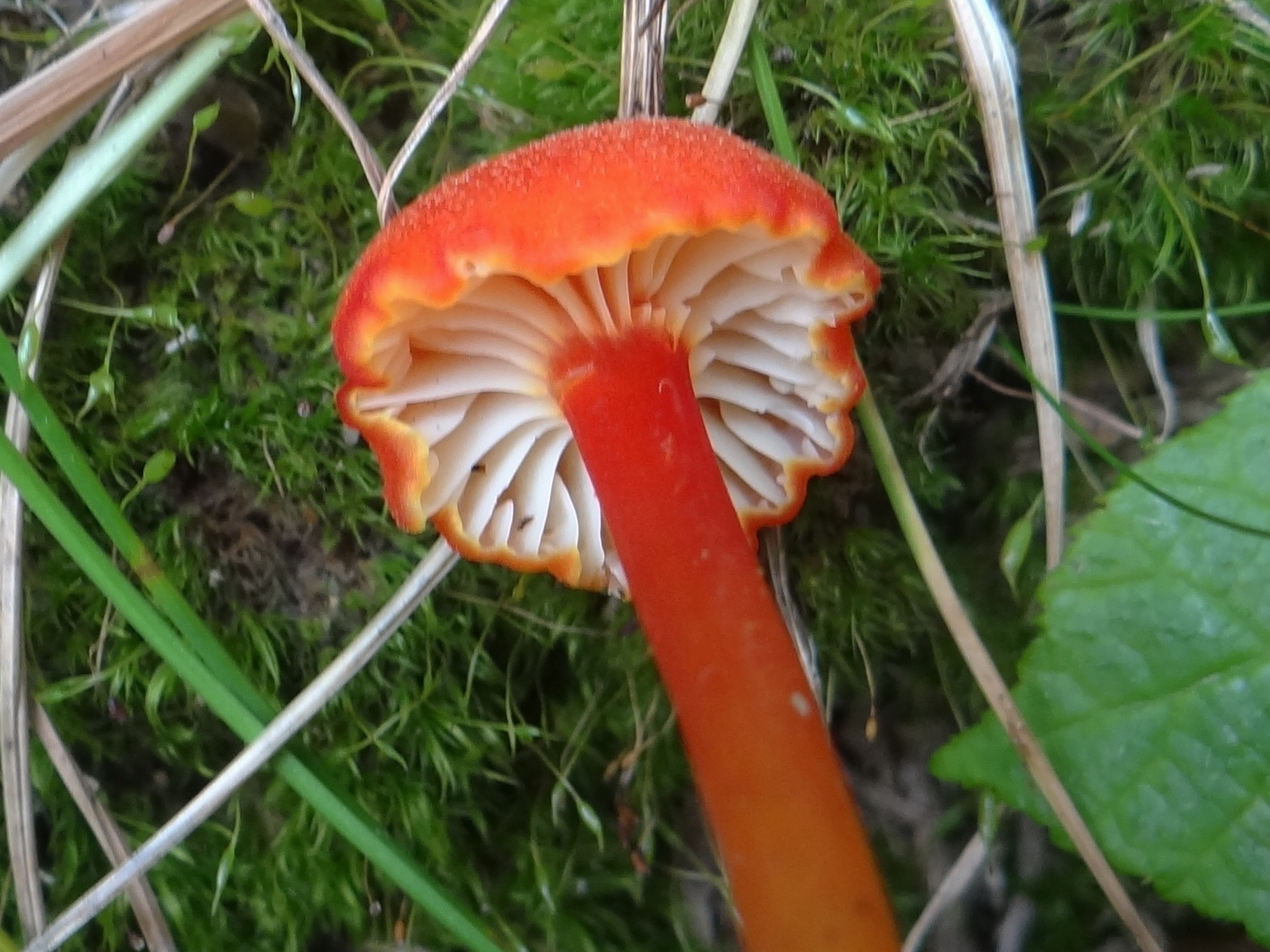

Wilgotnica lejkowata (Hygrocybe cantharellus (Fr.) Murrill) – gatunek grzybów z rodziny wodnichowatych (Hygrophoraceae).

## Systematyka i nazewnictwo
Pozycja w klasyfikacji według Index Fungorum: Hygrophoraceae, Agaricales, Agaricomycetidae, Agaricomycetes, Agaricomycotina, Basidiomycota, Fungi.
Po raz pierwszy takson ten zdiagnozował w 1838 r. Elias Fries nadając mu nazwę Hygrophorus cantharellus. Obecną, uznaną przez Index Fungorum nazwę nadał mu w 1911 r. William Alphonso Murrill.
Synonimy:

- Agaricus cantharellus Schwein. 1822
- Camarophyllus cantharellus (Fr.) Murrill 1916
- Craterellus cantharellus (Fr.) Sacc. 1888
- Craterellus cantharellus (Fr.) Fr. 1838 var. cantharellus
- Hygrocybe cantharellus (Fr.) Murrill 1911 f. cantharellus
- Hygrocybe cantharellus f. sphagnicola (Hongo) Hongo 1982
- Hygrocybe lepida Arnolds 1986
- Hygrophorus cantharellus Fr. 1838
- Hygrophorus cantharellus Fr. 1838 f. cantharellus
- Hygrophorus cantharellus f. sphagnicola Hongo 1958
- Hygrophorus cantharellus Fr. 1838 var. cantharellus
- Hygrophorus cantharellus var. flava Peck 1890
- Hygrophorus cantharellus var. flaviceps Peck 1890
- Hygrophorus cantharellus var. flavipes Peck 1890
- Hygrophorus cantharellus var. roseus Peck 1872
- Hygrophorus turundus var. lepidus Boud. 1897
- Pseudohygrocybe cantharella (Fr.) Kovalenko 1988
- Trombetta cantharella (Fr.) Kuntze 1891

Nazwę polską podała Barbara Gumińska w 1997 r. dla synonimu Hygrocybe lepida. 

## Morfologia
Kapelusz
Średnica 1–3 cm, u młodych okazów wypukły, u starszych płaski, lub na środku wklęsły, a nawet lejkowaty. Brzeg długo pozostaje podwinięty, u starszych okazów często karbowany. Powierzchnia sucha, naga, lub drobnołuseczkowata (zwłaszcza na środku). Barwa od żółtopomarańczowej do szkarłatnej.
Blaszki
W zarysie trójkątne, rzadkie, grube, różnej długości i silnie zbiegające na trzon. Mają barwę żółtą, miejscami pomarańczową, zazwyczaj nieco jaśniejszą od kapelusza.
Trzon
Wysokość 2–6 cm, grubość 0,2–0,3 cm, wysmukły, równowąski, lub zwężający się ku podstawie, kruchy, początkowo pełny, potem pusty. Powierzchnia sucha i gładka, o barwie żółto-pomarańczowoczerwonej, u podstawy żółtawa lub biaława.
Miąższ
Dość kruchy, o barwie od żółtej do czerwonopomarańczowej, w kapeluszu bardzo cienki, szczególnie przy brzegu. Bez wyraźnego zapachu, w smaku łagodny.
Cechy mikroskopowe
Zarodniki 9–12 × 5–6 μm, elipsoidalne lub prawie cylindryczne, gładkie, w KOH bezbarwne, nieamyloidalne. Podstawki o długości 35–45 μm z 4 sterygmami. Brak cystyd. Strzępki w tramie blaszek równoległe. Wysyp zarodników biały.

## Występowanie i siedlisko
Wilgotnica lejkowata jest szeroko rozprzestrzeniona w Ameryce Północnej, Środkowej, w Europie i na Nowej Zelandii. Podano jej występowanie także w Korei, Japonii i na Wyspach Kanaryjskich. W piśmiennictwie naukowym na terenie Polski do 2003 r. podano 7 stanowisk. Znajduje się na Czerwonej liście roślin i grzybów Polski. Ma status V – gatunek zagrożony wyginięciem. Znajduje się na listach gatunków zagrożonych także w Austrii, Czechach, Niemczech, Holandii.  
Rośnie na ziemi w trawach, wśród mchów z rodzaju torfowiec i należących do gatunku sierpowiec zakrzywiony, szczególnie pod olchami. Owocniki wytwarza od sierpnia do listopada. 

## Gatunki podobne
Często mylona jest z bardzo podobną wilgotnicą purpurową (Hygrocybe miniata). Różni się od niej jaśniejszym kolorem, zbiegającymi blaszkami, bardziej wysmukłym kształtem oraz suchą powierzchnią kapelusza.